# Amiens Longueau Métropole Volley-Ball
Maillots
L'Amiens Longueau Métropole Volley-Ball (ALMVB) était un club de volley-ball dont l'équipe première féminine évoluait en Division Élite Féminine (2e niveau national) de 2012 à 2016. Il était basé dans les villes d'Amiens et de Longueau.

## Historique
Le club est né en 2000 de la fusion du Longueau Athlétique Club (LAC), créé en 1970 par Bernard Couillet, avec les équipes féminines du Amiens Volley 80 (AV80).
À l'issue de la saison 2009-2010, Sébastien Martin succède à Michel Biharé à la tête de l’équipe première féminine qui vient d'être promue en Nationale 1.
Au terme de la saison 2011-2012, le club accède à la Division Excellence féminine (2e niveau national). Pour sa première saison à ce niveau, l'ALMVB termine à la 9e place dans un championnat composé de 12 équipes.
L'année suivante, ce championnat connait une refonte importante (fusion de la Division Excellence Féminine et de la Nationale 1) et est renommé Division Élite Féminine. Dans ce championnat qui oppose 24 équipes, l'ALMVB termine 2e de sa poule à l'issue de la première phase et se qualifie pour les playoffs où il échoue à la 7e place.
C'est avec un effectif entièrement renouvelé et un budget revu à la hausse que le club entame la saison 2014-2015. Malgré l'ambition affichée, l'équipe termine à la 5e place de la poule B lors de la première phase et ne se qualifie pas pour les playoffs d'accession en Ligue A.
En 2015-2016, l'équipe réalise la meilleure saison de son histoire en échouant à une marche de la montée en Ligue A.
Le 27 septembre 2016, à quatre jours de la reprise, la direction du club annonce la mise en liquidation judiciaire du club en raison d'un important déficit. L'équipe première féminine est contrainte de quitter la deuxième division nationale.

## Bilan par saison
| Saison    | Division | Saison régulière | Phase finale (playoffs) | Coupe de France |
| --------- | -------- | ---------------- | ----------------------- | --------------- |
| 2005-2006 | N3       | 9e de la poule E | -                       | -               |
| 2006-2007 | N3       | 7e de la poule E | -                       | -               |
| 2007-2008 | N3       | 4e de la poule E | -                       | -               |
| 2008-2009 | N3       | 2e de la poule D | -                       | -               |
| 2009-2010 | N2       | 2e de la poule B | -                       | -               |
| 2010-2011 | N1       | 3e               | -                       | -               |
| 2011-2012 | N1       | 2e               | -                       | -               |
| 2012-2013 | DEF      | 9e               | -                       | -               |
| 2013-2014 | DEF      | 2e de la poule A | 7e                      | -               |
| 2014-2015 | DEF      | 5e de la poule B | Non qualifié            | -               |
| 2015-2016 | DEF      | 3e de la poule A | 3e                      | -               |

- Promu
- Relégué
- Division 1
- Division 2

## Effectifs

### Saison 2016-2017 (Division Élite Féminine)
| No                                                   | Nom                                                  | Date de naissance                                    | Taille | Poids | Poste                     | Club précédent                    | Au club depuis                 |
| ---------------------------------------------------- | ---------------------------------------------------- | ---------------------------------------------------- | ------ | ----- | ------------------------- | --------------------------------- | ------------------------------ |
| 1                                                    | Dragana Peruničić                                    | 19 novembre 1992                                     | 189    | 76    | Réceptionneuse-attaquante | Luka Bar                          | 2015                           |
| 2                                                    | Zsanett Kötél                                        | 15 juillet 1986                                      | 174    | 70    | Passeuse                  | Volley Club Marcq-en-Barœul       | 2014                           |
| 4                                                    | Paola Gustave Dit Duflo                              | 7 octobre 1988                                       | 184    | 70    | Centrale                  | Vannes Volley-Ball                | 2014                           |
| 7                                                    | Madeline Audoynaud                                   | 20 juin 1985                                         | 176    |       | Libero                    | Quimper Volley 29                 | 2014                           |
| 8                                                    | María Ángeles Martín Díaz                            | 9 mai 1988                                           | 178    | 66    | Réceptionneuse-attaquante | Conflans-Andrésy-Jouy Volley-Ball | 2014                           |
| 11                                                   | Hana Novotni Kašić                                   | 5 juin 1992                                          | 178    | 70    | Passeuse                  | Quimper Volley 29                 | 2014                           |
| 12                                                   | Amélie Lautric                                       | 1er mai 1996                                         | 188    | 73    | Centrale                  | Institut fédéral de volley-ball   | 2015                           |
| 999                                                  | Jaline Prado de Oliveira                             | 27 décembre 1979                                     | 185    | 73    | Réceptionneuse-attaquante | AO Markopoulo                     | 2016                           |
| 999                                                  | Nayara Ferreira                                      | 11 mai 1993                                          | 179    | 67    | Réceptionneuse-attaquante | ADC Metodista                     | 2016                           |
| 999                                                  | Sabrina Delahaye                                     | 27 février 1989                                      | 183    |       | Attaquante                | Volley Club Marcq-en-Barœul       | 2016                           |
|                                                      |                                                      |                                                      |        |       |                           |                                   |                                |
| Encadrement technique                                | Encadrement technique                                |                                                      |        |       |                           | Légende                           | Légende                        |
| Entraîneur : Clément Bevilacqua                      | Entraîneur : Clément Bevilacqua                      | Entraîneur : Clément Bevilacqua                      |        |       |                           | : Capitaine                       | : Capitaine                    |
| Entraîneur(s) adjoint(s) : María Ángeles Martín Díaz | Entraîneur(s) adjoint(s) : María Ángeles Martín Díaz | Entraîneur(s) adjoint(s) : María Ángeles Martín Díaz |        |       |                           | : Joueuse blessée actuellement    | : Joueuse blessée actuellement |
| Manager général : Sébastien Martin                   |                                                      |                                                      |        |       |                           |                                   |                                |

## Personnalités

### Présidents
| Période         | Nom des présidents |
| --------------- | ------------------ |
| 2007 - 2012     | Bernard Couillet   |
| 2012 - 2013     | Céglyne Barrier    |
| 2013 - 2016     | Bruno Asnar        |
| 2016 - en cours | Yves Fontaine      |

### Entraîneurs
| Période         | Nom des entraîneurs | Nationalité |
| --------------- | ------------------- | ----------- |
| - 2007          | Clément Bevilacqua  | France      |
| 2007 - 2010     | Michel Biharé       | France      |
| 2010 - 2016     | Sébastien Martin    | France      |
| 2016 - en cours | Clément Bevilacqua  | France      |

### Joueuses emblématiques
- Astrid Souply : joueuse internationale française
- Martina Malević : joueuse internationale croate

## Centre de Formation Club (CEFAM)
Depuis 2012, le centre de formation club (CEFAM) forme de jeunes joueuses avec pour objectif de les faire accéder à la filière de haut niveau.
Ces jeunes filles âgées de 14 à 23 ans bénéficient :
- d’un temps de pratique du volley-ball (7 à 13 heures par semaine)
- d’un encadrement scolaire
- d’un suivi médical et psychologique (médecin du sport, kinésithérapeute, ostéopathe, podologue)

Selon leur niveau, les joueuses pratiquent dans l’une des équipes féminines (Élite, Nationale 3 ou Pré-Nationale) et sont regroupées dans le cadre de 3 entraînements hebdomadaires en commun dont une séance de musculation.